# Kielisenberg
De Kielisenberg, Zweeds – Fins: Kielisenvaara, is een berg in het noorden van Zweden. De berg ligt in de gemeente Pajala op minder dan drie kilometer van de Muonio, die daar op de grens met Finland ligt. De berg is ruim 200 meter. De Zuidelijke Kihlankirivier moet in het zuiden met een bocht om de Kielisenberg en komt dan in de Muonio uit.